# Словенська народна партія (1892)

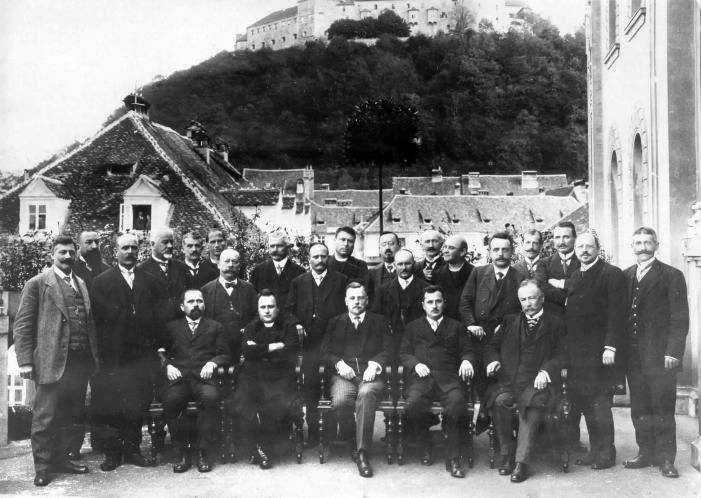
Депутати регіонального уряду Крайни від Словенської народної партії. 1910

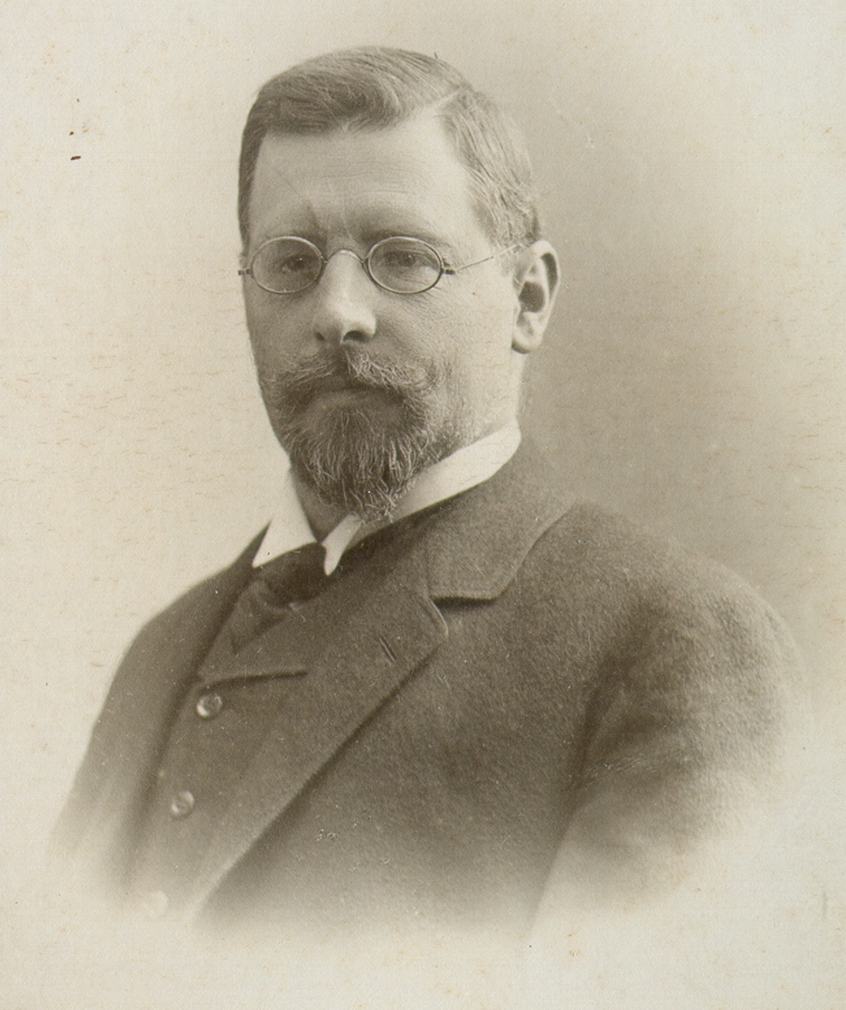
Іван Шустершич

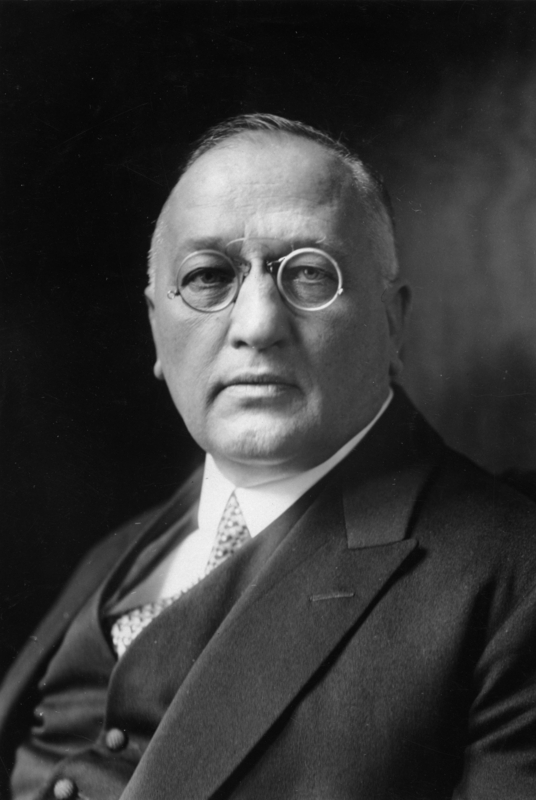
Антон Корошець

Словенська народна партія (словен. Slovenska ljudska stranka) — словенська християнсько-демократична консервативна політична партія, що функціонувала з 1892 до Другої світової війни; після її завершення продовжила свою діяльність за кордоном. Головна політична сила в Словенії протягом кінця XIX — кінця 20-х років XX століття.

## Історія
Початково мала назву Католицька національна партія (словен. Katoliška narodna stranka). Незадовго після виникнення здобула лідируючі позиції на території Герцогства Крайна. Спочатку це була консервативна католицька партія, що відстоювала традиційні цінності. Однак згодом почала набувати соціального забарвлення, фокусуючись на суспільних питаннях та підтримці робітників і селян. Як наслідок партія у 1905 змінила назву на Словенська народна партія.. Лідером партії був Іван Шустершич. Усередині партії сформувалося два крила — консервативне на чолі з Шустершичем, яке відстоювало лояльність стосовно Габсбургів, та демократичне, що дотримувалося суспільно-християнського напряму й на чолі якого став Янез Крек, який до того ж організовував профспілки. На початку XX століття партія організувала маніфестації з метою досягти впровадження всезагального виборчого права. На перших всезагальних виборах до Імперської Ради Австро-Угорщини у 1911 Словенська народна партія впевнено перемогла інші конкуруючі словенські партії на території Країни.
Окрім лояльності до Відня, партія прагнула уникнути німецького домінування в Австро-Угорщині та проголошувала ідею триалізму — створення окремої південнослов'янської частини монархії під головуванням Габсбургів. У цьому питанні члени партії розраховували на підтримку наступника на імператорському троні — Франца Фердинанда. У 1912, аби збільшити шанси на підтримку імперського центру, Словенська народна партія об'єдналася з хорватською Партією права, однак цей зв'язок був швидко розірваний. В останні роки перед Першою світовою війною між обома відгалуженнями партії відбувся розкол стосовно балканського питання: серед прихильників Шустершича домінували антисербські настрої, тоді як соратники Крека дотримувалися просербських позицій. Після початку Першої світової війни імперський центр став на бік антисербського угруповання. Однак усередині партії перевагу здобули прихильники Янеза Крека, яких підтримав новий лідер партії Антон Корошець.
Перед завершенням Першої світової війни, коли австрійський імператор Карл I анонсував реформи, які враховували б інтереси кожного підданого народу, Антон Корошець від імені південнослов'янських депутатів наголосив на необхідності об'єднання всіх південнослов'янських земель монархії в єдиний державний організм під протекторатом Габсбургів. У серпні 1918 у Словенії був сформований Національний комітет на чолі з Антоном Корошецем, до якого увійшли три найбільші словенські політичні партії. У жовтні 1918, після розпаду Австро-Угорщини Корошець очолив Народне віче словенців, хорватів і сербів, метою якого було утворення самостійної південнослов'янської держави. Наприкінці жовтня Народне віче оголосило про створення Держави Словенців, Хорватів і Сербів. У листопаді відбулися переговори між Антоном Корошецем, який представляв Народне віче, та сербським урядом і Югослов'янським комітетом, по завершенню яких 1 грудня 1918 виникло Королівство Сербів, Хорватів і Словенців. Голова Словенської народної партії обійняв посаду віцепрем'єра в новоствореній державі.
У міжвоєнний період Словенська народна партія залишалася найвпливовішою партією на території Словенії. На перших парламентських виборах у 1920 партія здобула 27 мандатів (шосте місце серед усіх політичних партій, які взяли участь у виборах — це був найкращий показник серед словенських партій). Протягом 1920-х партія лавірувала між сторонами суперечки щодо державного устрою — прихильниками унітарної держави й федералістами. Програма партії проголошувала економічну, політичну та культурну автономію Словенії.
Після делегалізації Хорватської селянської партії, що виступала за федерацію, Словенська народна партія разом з іншими політичними угрупованнями, що репрезентували національні меншини, утворила на початку 1925 опозиційний блок, який здобув на чергових парламентських виборах 151 мандат, що унеможливило самостійне керування державою прибічниками унітарного устрою. У 1927, коли повторно легалізована Хорватська селянська партія зірвала співпрацю з урядом, її місце у правлячій коаліції зайняла Словенська народна партія, частково змінивши свою програму. Після замаху, внаслідок якого загинув лідер Хорватської селянської партії Степан Радич, з 30 червня 1928 уряд Королівства очолив Антон Корошець.
На початку 1929 король Олександр I Карагеоргієвич здійснив державний переворот, запровадив диктатуру та розпустив усі політичні партії Югославії. Партійні діячі не приєдналися до нових офіційних структур, що підтримували короля та уряд, проте Корошець долучився до скликаного королем уряду. Через деякий час партійні діячі на чолі з Корошецем знову стали на сторону опозиції: коли у 1932 політики з коаліції, утвореної довкола Хорватської селянської партії, прийняли «Загребські пункти», в яких критикувалася диктатура короля та вимагалося повернути федеративний устрій, до них приєдналися політики зі Словенської народної партії, які проголосили ще більш далекосяжні «Люблянські пункти». Правлячий режим відповів на це репресіями проти опозиціонерів; Корошеця та інших словенських політиків інтернували на острові Хвар.
У 1936 прем'єром став Мілан Стоядинович, який знайшов компроміс із частиною опозиції, у тому числі із членами Словенської народної партії. Вони увійшли до складу організованої Стоядиновичем проурядової партії Югослов'янська радикальна спілка. Корошець увійшов до виконавчого комітету партії, а трохи згодом став заступником голови та очільником Дравської бановини; з 1935 по 1938 був міністром закордонних справ Королівства.
Остаточний занепад Словенської народної партії настав під час Другої світової війни. У грудні 1940 помер Антон Корошець, а його наступник Франц Куловець загинув 6 квітня 1941 під час бомбардування Белграду. Частина лідерів партії емігрувала, частина з тих, хто залишився, співпрацювала з окупантами. Це призвело до спаду популярності партії. У 1945 Йосип Броз Тіто заборонив діяльність партії, після чого вона продовжила свою роботу за кордоном.
У 1992 назву Словенська народна партія прийняла одна з партій незалежної Словенії. Це призвело до суперечки з християнськими демократами, які вважалися спадкоємцями Словенської народної партії та були пов'язані з її діячами, що працювали у вигнанні.